# Troepenkinderen, pupillen en cadetten

Pupillen Van 1892 in uniform, een luitenant en twee onderofficieren

Troepenkinderen, pupillen en cadetten waren minderjarigen die, veelal om sociale redenen, in het Belgisch leger opgenomen waren en er een vorming ontvingen. De jongste troepenkinderen in België waren ooit zeven tot acht jaar. Op hun veertiende jaar werden ze aangeworven voor jarenlange dienst in het leger als muzikant, soldaat, of gegradueerde.
Die leeftijden en verplichtingen evolueerden naarmate de staatszorg voor sociaal behoeftigen toenam en sociale en andere wetten beperkingen oplegden. Troepenkinderen werden later "pupil" (leerling) genoemd en ook oudere kinderen werden opgenomen in het leger, als cadetten. Het statuut van die kinderen veranderde in de loop van de jaren van onbestaand tot wettelijk in detail vastgelegd. In elk geval waren troepenkinderen, pupillen en cadetten onderworpen aan de strenge leefregels eigen aan het militair milieu. Het Belgische leger telde vanaf 1847 tot 1883 zevenhonderd troepenkinderen, en na de Eerste Wereldoorlog, tot 1933, evenveel pupillen. Van 1897 tot 1914 telde het leger tachtig cadetten en vanaf 1919 tot 1991 drie- tot vierhonderd cadetten. De eerste troepenkinderen kregen weinig of geen opleiding. Pupillen kregen een scholing op het niveau van basisonderwijs en lager middelbaar onderwijs, cadetten op het niveau van secundair onderwijs en allen kregen een beperkte militaire opleiding die mettertijd nog verminderde. Het onderwijs was gratis, integendeel. Pupillen en cadetten kregen naast onderdak, kledij en eten een minimale soldij. Daartegenover stond de verplichting die ze aangingen op zeer jonge leeftijd de staat jarenlang te dienen. In de jaren dertig was het mogelijk tegen betaling de cadettenschool te volgen. De toegang tot de school voor troepenkinderen, de pupillenschool en cadettenschool was in elk geval beperkt tot zonen van militairen en van enkele andere categorieën staatspersoneel die slaagden voor het strenge toelatingsexamen. Gezien het overgrote aantal kandidaten waren gedetailleerde voorrangsregels opgesteld in functie van de sociale min of meer precaire situatie van de kandidaat.
De toename van de welvaart en veralgemeend onderwijs, de veranderende levensstijl en gewoonten leidden tot een verminderde interesse voor pupillen- en cadettenschool. Anderzijds, gezien de grote aantallen geschoolde potentiële rekruten was de noodzaak voor het leger ze zelf te scholen stilaan verdwenen. Om die redenen werd de pupillenschool in de jaren dertig gesloten. De cadettenschool zou volgen in de jaren negentig. De onmiskenbare rol van die scholen als motor voor sociale mobiliteit kwam niet ter sprake. De tijdsgeest volgend beperkt de krijgsmacht zich hedendaags tot een vorm van bijscholing voor oudere kandidaten, ook reeds gediplomeerden van het secundair onderwijs, die alsnog een militaire loopbaan nastreven.

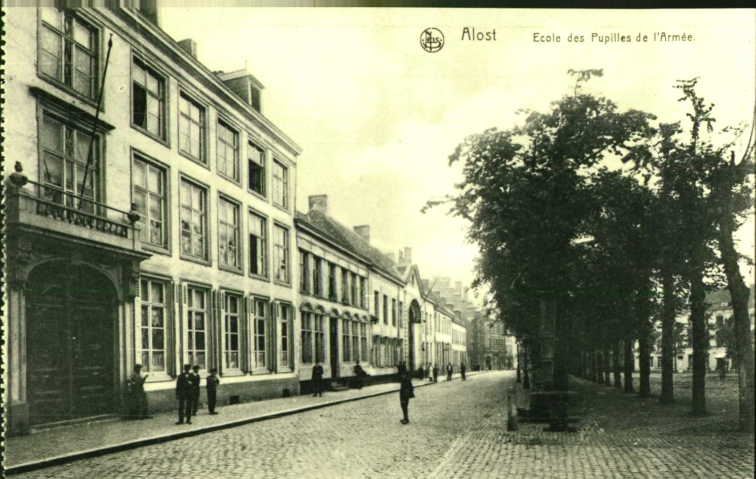
De pupillenschool in Aalst

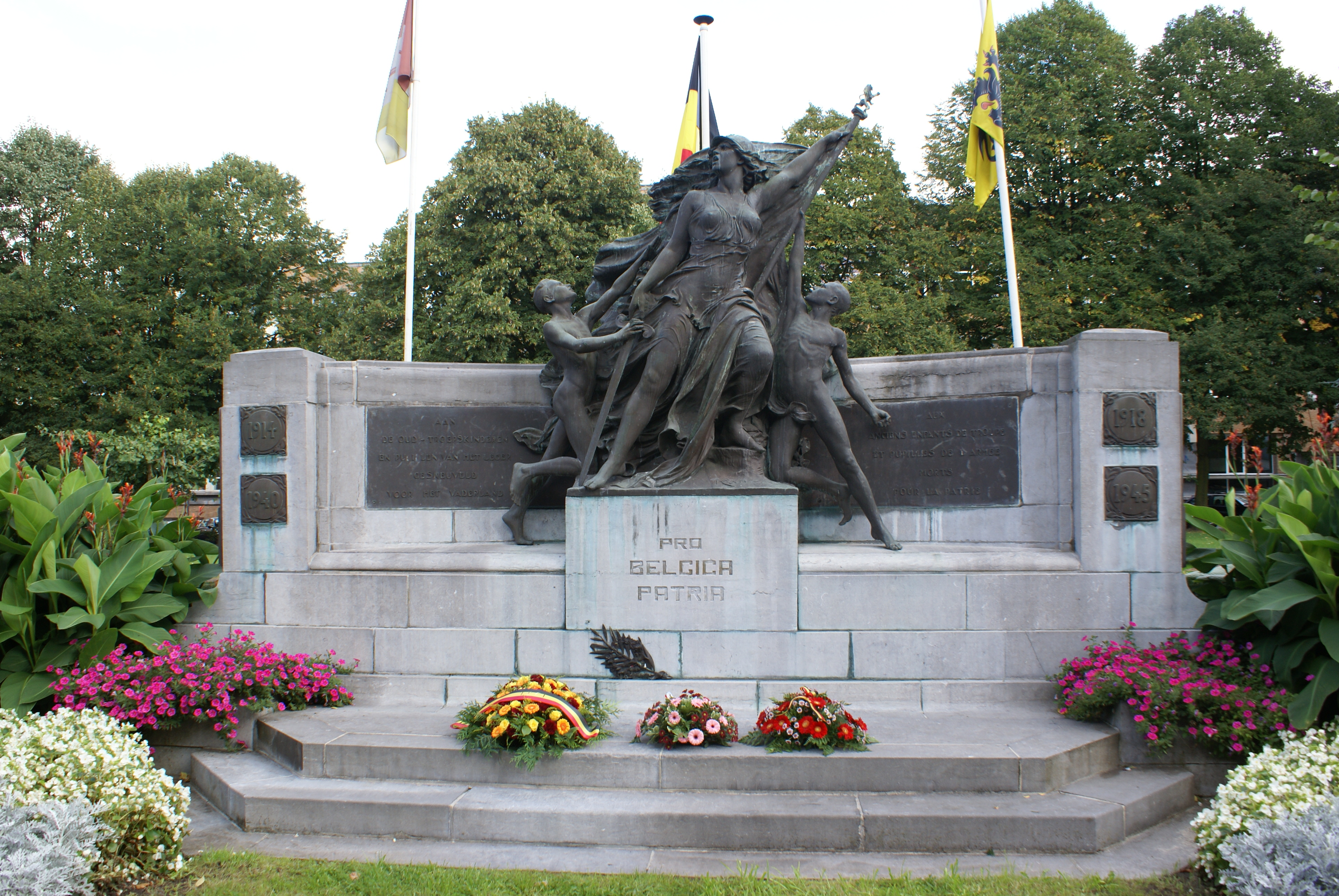
Oorlogsmonument voor de Oud-leerlingen, Troepenkinderen en Pupillen in Aalst

## Kinderen onder de wapens in de 17e - 18e eeuw[3]
Staande troepen waren ondergebracht in kazernes. Ook vrouwen die huishoudelijke en andere diensten leverden aan de troepen, echtgenotes van militairen, hun kinderen en andere kinderen zoals wezen en verlaten kinderen, leefden met de troepen in de kazernes. Zeer jong al trokken de “troepenkinderen” met de eenheid die hen opgenomen had ten strijde als muzikanten, trommelaars of dwarsfluitspelers. Vanaf de ouderdom van ongeveer zestien jaar werden ze als soldaten ingezet voor ondergeschikte taken.

### Spaanse Nederlanden
In de Spaanse Nederlanden werden om aan die wantoestanden te verhelpen in 1687 twee militaire scholen voor jonge adolescenten opgericht, een in Oostende en een in Lier. Ze telden elk driehonderd leerlingen, zonen van militairen van tien tot zeventien jaar. Wezen werden toegelaten vanaf de leeftijd van zeven jaar. Ze werden opgevoed en onderwezen om later als onderofficier te dienen.
De leerlingen, die sterk waren in wiskunde en in bouwkunde kregen bijkomende lessen van een ingenieur van het garnizoen. Ze konden vanaf de leeftijd van vijftien jaar toegelaten worden tot de Koninklijke Academie in Brussel.

### Oostenrijkse Nederlanden
Met de Vrede van Utrecht (1713) werden de zuidelijke Spaanse Nederlanden Oostenrijkse Nederlanden. In de Oostenrijkse regimenten gaven kapelaans godsdienstonderwijs en soms ook algemeen onderwijs aan de kinderen van het gehuwd personeel. In 1776 werd met een patentbrief van Keizerin Maria-Theresa in Mesen, op enkele kilometers van Ieper, een Keizerlijk Gesticht opgericht om weeskinderen en dochters van onbemiddelde soldaten en ondergeschikte militairen op te vangen en gratis scholing te geven.
In 1782 werd in de schoot van elk infanterieregiment een school opgericht met het doel goed opgeleide onderofficieren te vormen: de zogeheten Korpsacademie. Een vijftigtal jongens tussen zes en achttien jaar kregen er een algemene en militaire scholing. De cavalerieregimenten, de pontonniers, genisten en sappeurs en de gevechtstreinen zonden er hun kinderen, die geschikt waren om toegelaten te worden tot een infanterieregiment.

### Frankrijk
Een ordonnantie van de Koning van Frankrijk van 1766 liet toe om per compagnie een zoon van een militair vanaf de leeftijd van tien tot zestien jaar op te nemen in de eenheid. De opgenomen jongere kreeg een soldij zoals een soldaat. Vanaf 1788 werden er twee troepenkinderen per eenheid en zestien per regiment toegelaten, weliswaar met slechts een halve soldij. Ze gingen in de leer bij een werkbaas of ze werden gedetacheerd bij de muziekkapel. Wanneer de troep te velde trok werden zij naar een depot gestuurd. Vanaf zestien jaar werden ze contractueel ingelijfd.

## Kinderen onder de wapens in hetFranse keizerrijk[7]
Na de Franse Revolutie, in 1791, werden alle regels afgeschaft. Het oorlogsenthousiasme was zo groot dat zelfs heel jonge kinderen het ouderhuis verlieten om zich te laten inlijven in de rijen van in lompen gehulde vrijwilligers die optrokken naar de bedreigde grenzen om het vaderland te verdedigen. De geschiedenis zegt ons niet hoeveel van hen op het slagveld sneuvelden of, uitgeput door lange marsen, achterbleven en omkwamen.

### Troepenkinderen
In 1799 voerde Napoleon de vroegere regels voor de aanwezigheid van kinderen in de legers weer in. In elke compagnie van het leger zouden twee troepenkinderen soldij krijgen. Het moesten jongens zijn, minstens tien jaar oud, voortgesproten uit het wettelijke huwelijk van een vrouw, verbonden aan een militair korps met een militair in actieve dienst of gesneuvelde. De kinderen van de soldaten hadden voorrang op deze van de onderofficieren, die op hun beurt voorrang hadden op de kinderen van de officieren. Per regiment werden één officier, twee onderofficieren en vier korporaals belast met het toezicht en de intellectuele, fysieke en militaire opvoeding van de kinderen. Vanaf veertien jaar mochten ze ingelijfd worden in de muziekkapel van het korps. Eens zestien jaar oud mochten ze vrijwillig dienst nemen als volwaardig militair.
De Franse schilder Nicolas-Toussaint Charlet heeft met een tekening de triestige bestaansvoorwaarden van deze troepenkinderen geschetst.
In 1809 werd verboden de troepenkinderen op veldtocht mee te nemen.

### Koninklijke Kwekelingen en Keizerlijke Garde
In Nederland werden gedurende de Franse tijd wezen en gevonden of achtergelaten kinderen ondergebracht in het leger. Twee compagnies van “Koninklijke Kwekelingen” werden opgericht, voor kinderen van zeven tot veertien jaar en voor kinderen van veertien tot zeventien jaar. Ze waren gekleed in verstelde en aangepaste oude Hollandse uniformen. Vanaf twaalf jaar droegen de kwekelingen een wapen, een dragondergeweer voorzien van bajonet.
Later werden de kinderen verzameld in een “Korps van de Keizerlijke Pupillen” of “Pupillen van de Keizerlijke Garde” gelegerd in Versailles. Het was een regiment bestaande uit tien compagnies en telde in totaal bijna tweeduizend kinderen. Het verdween in 1814 met het einde van het Eerste Franse Keizerrijk

## Belgische[11]kinderen onder de wapens (1838-1914)[12]
Na de onafhankelijkheid van België bestond het Belgische leger uit de eenheden uit de tijd van het Verenigd Koninkrijk der Nederlanden, heringericht met de hulp van Franse officieren.
De lagere rangen waren zeer slecht betaald. Weduwen en wezen van militairen kregen geen enkele toelage. In de kazernes woonden ook gezinnen. Getrouwde vrouwen hielden er een drankgelegenheid open, deden de was, maakten eten klaar. Men noemde hen: “femmes de compagnie”. Naar Franse traditie hadden de Belgische regimenten, zonder enige wettige regeling daaromtrent, kinderen in hun rangen.

### Troepenkinderen (1838-1847)[14]
Met het Koninklijk Besluit 2809 van 9 maart 1838 werd die toestand geregulariseerd. Alle korpsen van het leger mochten een aantal kinderen in hun rangen opnemen onder de naam “Enfants de Troupe”, "Troepenkind", in totaal maximum zeshonderd, verdeeld over infanterie, bereden troepen, artillerie, genie, depots, werklieden.
Kwamen in aanmerking om opgenomen te worden: wettelijke zonen vanaf hun tiende levensjaar van soldaten en onderofficieren, in dienst, gepensioneerd of overleden en van officieren als er plaatsen overbleven. Wezen mochten opgenomen worden vanaf acht jaar. De vader of de voogd moest in naam van het troepenkind een dienstverbintenis tot hun achttiende jaar ondertekenen. Ze kregen een soldij, logement, een rantsoen brood en kledij, het uniform van hun regiment, afgedragen en aangepast aan hun postuur. Vanaf hun aanvaarding gingen ze naar de regimentsschool, de vroegere korpsacademie, maar later werden ze naar de depots gestuurd.
Op hun veertiende jaar werden de lichamelijk geschikten naar hun korps gestuurd als tamboer, trompetter of muzikant. Wie niet geschikt was voor de dienst werd weggestuurd. Op hun achttiende jaar, na het einde van hun dienstverbintenis, konden ze kiezen voor een verdere militaire of een andere loopbaan. In elk geval bleven ze onderworpen aan de wet op de dienstplicht.
De regelingen van 1838 omtrent de troepenkinderen waren geen succes. Bij inspecties werd vastgesteld dat de regimentskinderen verwaarloosd werden, lichamelijk zwak waren, in slechte gezondheid verkeerden, vuil en slecht gekleed tijdens diensturen ronddoolden in de straten, moreel onopgevoed en intellectueel ongeschoold waren. De meerderheid van hen bleven gans hun leven in het leger, op zijn best als sergeant.
Een verandering was nodig

### De Compagnie van de Troepenkinderen in Lier (1847 - 1854)[17]

#### Oprichting
In 1847 verwonderde Koning Leopold I er zich gedurende een troepeninspectie over in de kazernes kinderen, in lompen gekleed, vrolijk spelend aan te treffen. Hij besloot al de troepenkinderen die tot dan verspreid aanwezig waren in diverse compagnies en depots in één enkele schoolcompagnie te verzamelen: de "Compagnie van de Troepenkinderen". De opdracht van de compagnie: scholing en morele en militaire vorming van de troepenkinderen om bij te dragen aan de aanwerving van lagere kaders van het leger. De compagnie werd ingekwartierd in de kazerne Sion in Lier. Ze bood plaats aan zevenhonderd jongens. Allen droegen hetzelfde uniform, naar de kledij van de wezen van de stad Luik zoals bepaald door het KB 6297 van 15 juni 1847.

#### Toelatingsvoorwaarden
De "Compagnie van de Troepenkinderen" kon alleen wettelijke kinderen opnemen, vanaf tien tot ten hoogste dertien jaar, van militairen van alle rangen en burgers in dienst van het Ministerie van Oorlog, in actieve dienst, overleden, of gepensioneerd. Wezen werden aanvaard vanaf acht jaar. De kinderen moesten bij hun inlijving al kunnen lezen en schrijven wat in de praktijk niet altijd het geval was.

#### Verplichtingen tegenover de staat
De troepenkinderen moesten dienen tot en met hun vierentwintigste levensjaar.
Vanaf hun vijftiende levensjaar gingen ze daadwerkelijk in militaire dienst in een regiment als soldaat of korporaal. Indien ze niet geschikt waren voor de dienst, werden ze weer burger.

#### Organisatie
De compagnie werd bevolen door een kapitein, aanvankelijk bijgestaan door vier officieren, negen onderofficieren en een aantal soldaten. Dat beperkt aantal werd in 1849 verhoogd. De troepenkinderen zelf leverden zestien (later eenentwintig) korporaals, en vijf trommelaars of trompetter.
De compagnie was verdeeld in zes pelotons van een honderdtal troepenkinderen volgens leeftijd en niveau van scholing. De pelotonscommandant had dezelfde bevoegdheid als een compagniecommandant. Een vrouw per peloton, de pelotonsvrouw, zorgde voor de was en de maaltijden.

#### Onderrichtsprogramma
De scholing was georganiseerd in een voorbereidend studiejaar en vijf studiejaren met per studiejaar een gedetailleerd programma: godsdienst, Franse taal en Vlaams, rekenen, geschiedenis, aardrijkskunde, muziek, dans, tekenen, vestingen, topografie, gymnastiek en schermen, militaire opleiding ook met wapens behalve voor de jongsten. Het relatief belang van elk vak was in detail vastgelegd. De lessen werden gegeven door de officieren en onderofficieren.

#### Inwendige dienst
Het dagelijks leven was tot in de kleinste details op de minuut voorgeschreven en verliep op de signalen van trommels en trompetten: wekken, slapen gaan en maaltijden (met gezamenlijke gebeden), inspectie, wandeling, les, studie, muziek, militaire opleiding, onderhoud, vrije tijd.

#### Soldij
Alle leerlingen kregen een soldij volgens hun leeftijd en studiejaar. De beste leerlingen kregen iets meer.

#### Tucht en discipline
De bevoegdheid tot straffen was strikt vast gelegd: wie voor welke overtreding welke straf mocht uitspreken. Straffen waren voorzien in acht gradaties van vermaningen over extra corvee tot beperkingen van de vrije tijd tot en met cachot op water en brood. De zwaarste straf, wegzending uit de Compagnie, was een bevoegdheid van de Minister van Oorlog.
In 1854 kregen de troepenkinderen meer en aan hun noden beter aangepaste en fraaier kledij.: een blauwe tuniek en grijze broeken met scharlaken biezen, knopen met het monogram van de koning “L”, een kepie, witte handschoenen, bottines met nestels, lederen gordel. De soldij werd verhoogd en het eten verbeterd. Het onderrichtsprogramma werd uitgebreid, maar godsdienst bleef uiterst belangrijk. Het gezamenlijk ochtend- en avondgebed bleef in zwang. Ze droegen hetzelfde wapen als de infanterie, te kleine of zwakke kinderen een musket of geen wapen.

### De School van de Troepenkinderen in Lier (1856-1859) en in Aalst(1860-1883)[23]

#### Oprichting en verhuis
Na een bezoek door Koning Leopold I en ministers kreeg de "Compagnie van de Troepenkinderen" op 27 oktober 1856 een nieuwe naam: "School van de Troepenkinderen". Het commando werd toevertrouwd aan een hogere officier, een majoor.
In 1860 verhuisde de School van de Troepenkinderen van Lier naar een voormalige gevangenis in Aalst.

#### Nieuw schoolreglement
Een jaar later, op 1 oktober 1861 werd een nieuw schoolreglement van kracht. De toelatingsvoorwaarden en de verplichtingen van de troepenkinderen tegenover de staat bleven onveranderd.
De leerlingen werden verdeeld in pelotons van vijftig kinderen, in plaats van honderd, elk onder bevel van een officier.
De scholing liep over vier studiejaren: een eerste, een tweede, een derde en een vierde studiejaar. Om van een “hoger studiejaar” leerling te worden was toestemming van de Minister van Oorlog vereist.
Het schooljaar duurde van 1 oktober tot 15 september. De twee laatste weken van september mochten de kinderen met verlof naar huis als de ouders dat wensten. Burgerkledij was verboden tijdens die verlofperiode.
Het studieprogramma voorzag dertig lesuren per week, in grote lijnen hetzelfde als voorheen, met een beperkte militaire opleiding. Religie en moraal bleven op het programma en belangrijk, met gezamenlijke gebeden. Na elke semester werden mondelinge en schriftelijke examens afgenomen en praktische proeven afgelegd. De uitslag bepaalde of de leerling zou overgaan naar de hogere klas of, wanneer hij de wettelijke leeftijd bereikt had, als volwaardig militair in het leger opgenomen werd, met een rang of als gewoon soldaat.
De soldij werd niet meer daadwerkelijk uitbetaald maar bijgehouden door de pelotonscommandant. De leerlingen konden wel zelf beslissen over zekere uitgaven.
Omdat het reglementaire uniform kinderen hinderde bij het opgroeien werden de voorschriften lichtjes aangepast. Zo werden ook klompen voorzien en pantoffels.
Het dagelijks leven bleef zoals voorheen strikt gereglementeerd, en dag en nacht gecontroleerd door een officier van dag, sergeant van wacht en drie soldaten van wacht.
Tucht en discipline en strafregime bleven grotendeels als voorheen, zij het ietwat vereenvoudigd.
In 1876 werd het schoolreglement weer gewijzigd om te verhelpen aan het gebrek aan officieren en geschikte onderofficieren in het leger.
Artikel 1 van het reglement stelde duidelijk dat de school een opleiding en morele en militaire vorming verschaft om bij te dragen aan de aanwerving van de lagere kaders van het leger. De scholingsprogramma’s werden aangepast aan die van het officieel middelbaar onderwijs en een kapitein werd belast met in het bijzonder de opleiding tot onderofficier-intructeur.
Het kader werd uitgebreid met een dokter, een betaalmeester, een aalmoezenier, drie extra onderofficieren, een leraar Vlaams, een kleermaker en een schoenmaker.
De levensomstandigheden werden verbeterd. Cultuurbeleving kreeg een plaats in het dagelijkse leven.

### De Pupillenschool in Aalst (1883-1914) en Namen (1886-1897)[26]
In 1883 werd de naam “School van de Troepenkinderen” vervangen door de naam “Pupillenschool van het Leger”.
De opdracht van de Pupillenschool bleef onveranderlijk scholing en vorming van jonge vrijwilligers tot kandidaat voor de lagere kaders van het leger. De school bestond uit twee secties: een sectie voor lager onderwijs (leerlingen van tien tot dertien jaar) en een sectie voor middelbare onderwijs (leerlingen van dertien tot zestien jaar). Die laatste sectie werd in Namen geïnstalleerd. In 1897 werd ze weer in Aalst ondergebracht.
De toelatingsvoorwaarden en de verplichtingen van de pupillen tegenover de staat bleven grotendeels onveranderd. De minimum grootte van de kandidaat pupillen werd bij koninklijk besluit vastgelegd: één meter en drieëndertig centimeter voor kinderen van elf jaar, één meter tweeënveertig centimeter voor kinderen van dertien jaar.
Op de leeftijd van veertien jaar ving de tienjarige dienstverbintenis aan. Wanneer in 1894 de minimumleeftijd voor dienstneming in het leger wettelijk bepaald werd op zestien jaar, begon op die leeftijd een achtjarige dienstverbintenis. Op de leeftijd van zestien jaar verlieten de pupillen de school als soldaat of korporaal.
De sectie voor lager onderwijs telde aanvankelijk driehonderd later vijfhonderd leerlingen. De sectie voor middelbare onderwijs telde tweehonderdvijftig leerlingen. Vanaf 1886 mocht de school duizend pupillen tellen.
Het onderwijs werd niet veranderd. De jongsten volgden les in de twee eerste leerjaren, de oudsten in het derde en vierde leerjaar. Wanneer na hun opname in de school als pupil bleek dat ze onvoldoende geschoold waren, volgden zowel de oudste als jongste pupillen eerst een voorbereidend jaar. Het programma voorzag eenentwintig uur wetenschappelijke opleiding en een uitgebreide militaire beroepsopleiding. De inhoud van beide takken was tot in de details vastgelegd. De wetenschappelijke opleiding werd belangrijker. Voor de theoretische militaire opleiding en oefeningen werden wekelijks negen lesuren voorzien.
Orde en tucht werden onveranderd in de hand gehouden met beloningen en passende straffen. Lijfstraffen waren ten strengste verboden. Bij opsluiting in het cachot hoorde gewoon eten. In 1889 werd het schoolreglement nogmaals aangepast. De disciplineregels zouden wat minder streng toegepast worden. Bij hun aankomst in de Pupillenschool ontvingen de leerlingen een "Handboek der leerlingen", oorspronkelijke alleen in het Frans. Het handboek werd gebruikt tot in het jaar 1914.

### De Cadettenschool in Namen (1897-1914)[29]
Zie de paragrafen "Van oprichting tot sluiting" "Middelbaar en secundair onderwijs" "Militaire vorming" van het artikel Koninklijke Cadettenschool
In 1897 was de sectie middelbaar onderwijs van de Pupillenschool van Namen naar Aalst verplaatst. In de vrijgekomen lokalen in Namen werd een nieuwe school opgericht: de Cadettenschool. De toegang tot die school was voorbehouden voor zonen van officieren, elk jaar een veertigtal in iedere taalgroep.
De scholing volgde de klassieke en moderne programma’s van de Koninklijke Athenea en verliep in zes studiejaren.

### Pupillen en cadetten tijdens deEerste Wereldoorlog[30]
De pupillenscholen en cadettenscholen werden gesloten. Pupillen en cadetten ouder dan zestien jaar werden in uitvoering van hun dienstverbintenis opgenomen in het parate leger.

## Kinderen onder de wapens na de Eerste Wereldoorlog[31]
Op het einde van de 19e eeuw hadden de Koninklijke Athenea hun organisatie en programma’s gemoderniseerd. Met de Wet-Poullet op het lager onderwijs van mei 1914 was de leerplicht tot de leeftijd van veertien jaar en organisatie van het lager onderwijs vastgelegd. Deze fundamentele hervorming kon echter pas doorgevoerd worden in 1919.

### De Pupillenschool in Aalst, Saffraanberg,MarneffeenBouillon(1919-1926)[32]
Om de talrijke families getroffen door de oorlog te ondersteunen werd in 1919, de Pupillenschool heropend met gratis internaat voor de oorlogswezen ouder dan tien jaar. De Nederlandstalige sectie lager onderwijs werd ondergebracht in Saffraanberg (Sint-Truiden). De Nederlandstalige sectie middelbaar onderwijs in Aalst. De Franstalige sectie lager onderwijs werd ondergebracht in Bouillon. De Franstalige sectie middelbaar onderwijs in Marneffe (streek van Hoei). De onderwijsprogramma’s werden afgestemd op deze van de burgernetten.

### Sluiting van de Pupillenschool (1935)[33]
Vanaf 1926 verminderde het aantal leerplichtige jonge oorlogswezen. De Nederlandstalige en de Franstalige secties lager onderwijs in Saffraanberg (waarheen de Franstalige sectie ondertussen verhuisd was), telden ieder nog honderdvijftig pupillen. De Nederlandstalige sectie middelbaar onderwijs in Aalst en de Franstalige sectie middelbaar onderwijs in Marneffe telden ieder ongeveer tweehonderd pupillen.
In uitvoering van de taalwetten van 1932 zou de Franstalige sectie lager onderwijs van Saffraanberg (Sint-Truiden) moeten verhuizen naar de Franstalige regio. Daarenboven hadden de leerplicht, ingevoerd in 1919, en het uitgebreid openbaar onderwijs, gezorgd voor voldoende goed opgeleide jongeren om in de behoeften van de krijgsmacht aan kandidaten voor de lagere kaders te voorzien. Men achtte het openhouden van de Pupillenscholen niet meer gerechtvaardigd. De secties lager onderwijs van de pupillenschool werden dan ook vanaf het einde van het schooljaar 1932-1933 afgeschaft. De rekrutering van pupillen voor het middelbaar onderwijs werd stopgezet in afwachting van de sluiting van de Pupillenschool in 1935.

### De Cadettenschool in Namen (1919-1940) en in Saffraanberg (1933-1940)[34]
Na de Eerste Wereldoorlog werd in Namen een Nederlandstalige en een Franstalige Cadettenschool voor hoger middelbaar onderwijs geopend. De toegangsvoorwaarden waren verruimd tot zonen van militairen van alle rangen, van ambtenaren, oorlogsslachtoffers, kroostrijke gezinnen. Zeshonderd cadetten mochten er schoollopen.
In uitvoering van de taalwetten van 1932 verhuisde de Nederlandstalige afdeling in 1933 van Namen naar Saffraanberg.
Vanaf 1934 werd in Namen en in Saffraanberg ook drie jaar lager middelbaar onderwijs gegeven. Militairen die in een andere dan hun eigen taalregio dienden konden er hun zonen in hun eigen taal les laten volgen als “cadetten in overtal”, tegen betaling.
Op 10 mei 1940, de dag van de Duitse inval in België, werden de Cadettenscholen in Namen en Saffraanberg gesloten.

## Kinderen onder de wapens na deTweede Wereldoorlog

### De Cadettenschool inSeilles(1947-1948),Laken(1948-1991) en Lier (1955-1991)[35]
Op 1 januari 1947 werd de Cadettenschool opnieuw opgericht in Seilles. Het onderwijs was beperkt tot de drie hogere jaren van het secundair onderwijs.
Zoals in het verleden, hadden alleen bepaalde categorieën jongeren toegang tot de school. Het aantal leerlingen was beperkt tot honderd vijfendertig Nederlandstaligen en honderd en vijf Franstaligen.
De taalwetten van 1932 kon de homologatie van de diploma’s van de Nederlandstaligen in Seilles in het gedrang brengen. Om het probleem op te lossen verhuisde de Cadettenschool in 1948 naar Laken, in de tweetalige regio Brussel.
Om een tekort aan Nederlandstalige officieren te verhelpen werd in Lier in 1955, een voor alle jongeren toegankelijke Nederlandstalige Onderafdeling opgericht. Jaarlijks werden voor hen vijfenvijftig plaatsen opengesteld. De Franstalige Onderafdeling werd vier jaar later opgericht en geïntegreerd in de bestaande school in Laken. De jaren nadien mochten jaarlijks in totaal zeventig Franstalige cadetten en honderd en tien Nederlandstalige cadetten opgenomen worden in de school.

### Sluiting van de Koninklijke Cadettenschool (1991)[37]
Het leger had vanaf de jaren vijftig, buiten de cadettenschool om, ook scholing georganiseerd met de beperkte opdracht kandidaten voor te bereiden op het toelatingsexamen tot de Koninklijke Militaire School. Die scholen werden onder diverse benamingen ondergebracht bij de cadettenschool als “toegevoegde afdeling”. In de jaren negentig bleek dat het aantal geslaagden van de toegevoegde afdeling voor het toelatingsexamen groter was dan dat van de Cadettenschool en stijgend. Aan de rekruteringsbehoeften werd blijkbaar beter tegemoetgekomen door de toegevoegde afdeling dan door de Cadettenschool.
De Koninklijke Cadettenschool moest de deuren sluiten.
De toegevoegde afdeling werd als een autonome afdeling met de naam Nederlandstalige "Voorbereidende Divisie op de Koninklijke Militaire School" (VDKMS) en Franstalige "Division Préparatoire à l'École Royale Militaire" (DPERM) ondergebracht bij de Koninklijke School voor Onderofficieren.